# Verifica incerta
Verifica incerta (a volte citato col titolo La verifica incerta) è un film sperimentale del 1964 di Gianfranco Baruchello e Alberto Grifi.

## Produzione
Un film di found footage realizzato con una grande quantità di materiale di scarto cinematografico degli anni '50 e '60, consistente in pellicola di cinema statunitense commerciale acquistata da Baruchello. Da essa si ricavò un montaggio ottenuto da spezzoni di pellicola incollati con il nastro adesivo.

## Accoglienza
È stato definito "un massacro cinematografico di film hollywoodiani famosi rimontati pensando al Dada"; risultato della distruzione e il rimontaggio di 150 mila metri di pellicola, cioè di 47 film di consumo degli anni Cinquanta e Sessanta (per lo più cinemascope commerciale americano), acquistati come rifiuti destinati al macero. Proiettato per la prima volta a Parigi presso la Cinémathèque française nel maggio del 1965, presentato da Marcel Duchamp, cui era dedicato, davanti a un pubblico d'eccezione (Man Ray, Max Ernst, John Cage, entusiasta della colonna sonora, lo presentò al  New York Museum of Modern Art.). Il metodo di montaggio fu ereditato da Blob molti anni dopo.

## Riconoscimenti
Selezione della giuria durante la 61ª Mostra internazionale d'arte cinematografica di Venezia nella categoria Italian Kings of the Bʾs
- A Secret History of Italian Cinema